# Bitto

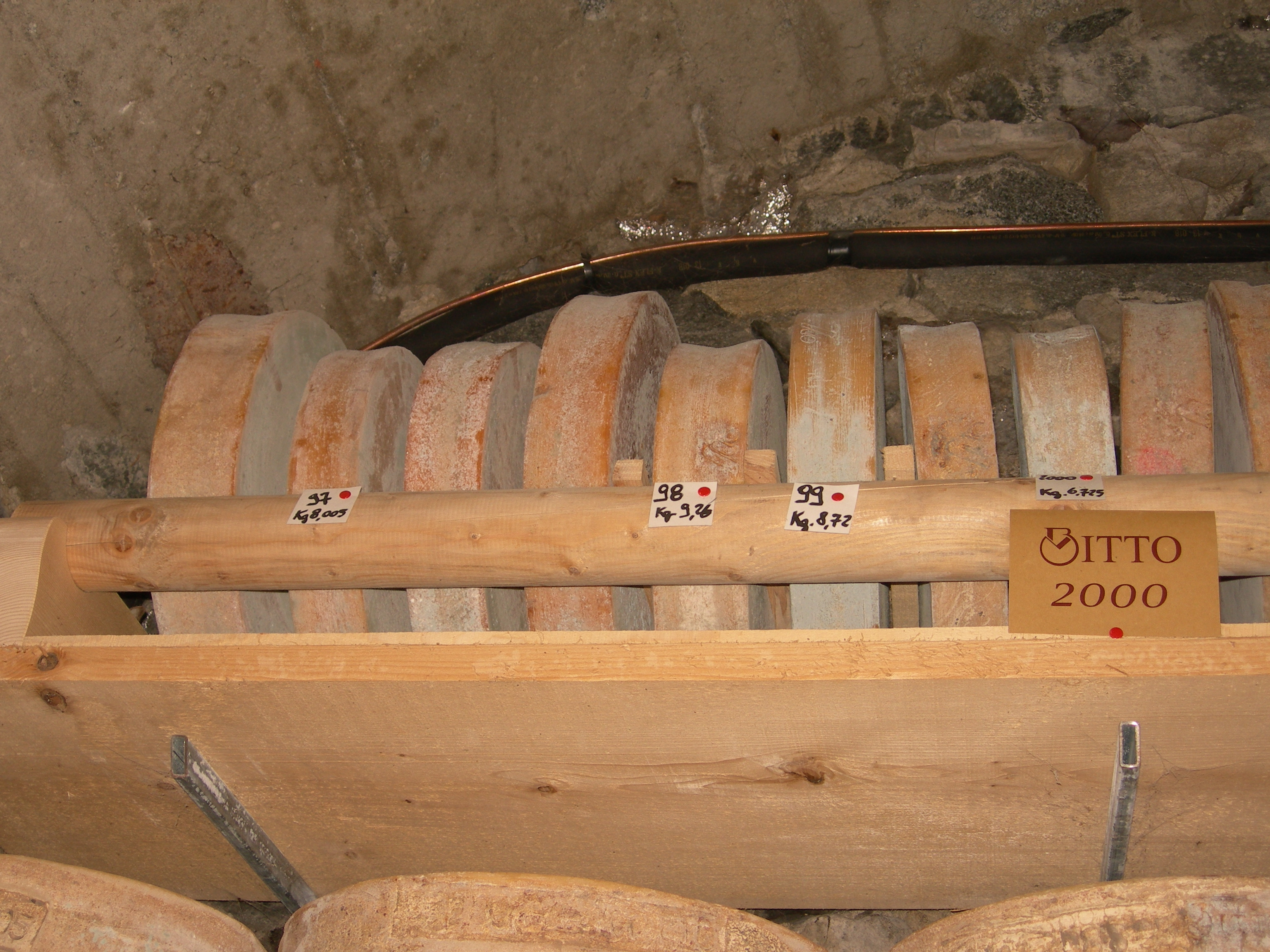
Bitto

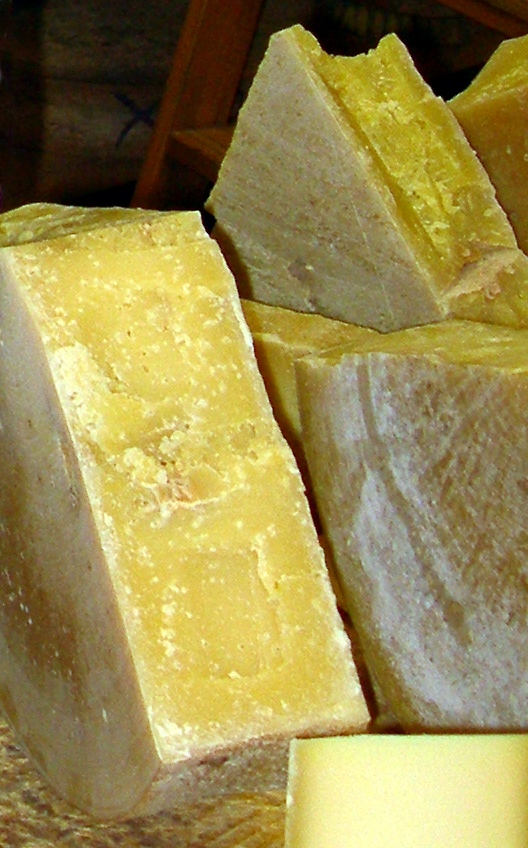
Bitto

De Bitto is een zeer oude, traditionele kaas die is ontstaan in het Valtellina berggebied. Zeer waarschijnlijk hebben de Kelten het maken van kaas in deze streek geïntroduceerd. De oorsprong van de benaming van de Bitto is niet helemaal duidelijk. Het is goed mogelijk dat de benaming ontleend is aan het Keltische woord bitu, dat ‘eeuwig’ betekent. Dit zou weer een verwijzing zijn naar uiterst goede houdbaarheid van deze kaas, die vele malen langer is dan andere kazen die men destijds at. Gedurende de Middeleeuwen gold deze kaas bij de plaatselijke bevolking zelfs als betaalmiddel.

## Werkwijze
De Bitto wordt gemaakt van hoofdzakelijk koemelk met een beetje geitenmelk. Het kaasmaken vindt plaats tijdens de zomermaanden, gedurende de vastgestelde 84 dagen dat de dieren in de zomerweiden grazen. De verse melk wordt naar speciale alpenhutten (genaamd calécc) gebracht, waar het gestremd wordt onder een vastgestelde temperatuur variërend tussen de 39 en 49 graden Celsius. Daarna wordt de wrongel overgedaan in vormen en in de loop van minstens drie weken regelmatig met de hand gezouten. De kazen hebben een doorsnee van 30 tot 50 cm, zijn 8 tot 10 cm dik en kunnen 8 tot 25 kg zwaar zijn. Vervolgens worden ze vervoerd naar kaasfabrieken in het dal waar ze nog minstens drie maanden rijpen. Na drie jaar is de kaas op zijn best, maar kan ook na één jaar rijping goed gegeten worden. Onder de juiste atmosfeer kan de kaas wel 10 jaar bewaard worden; hierbij ontwikkelt de kaas een meer complexe, verfijnde smaak die door kenners geprezen wordt. 

## Textuur
De jonge Bitto is zacht en witachtig van kleur. Hij heeft een milde smaak en een plezierige, aromatische nasmaak. Naargelang de kaas ouder wordt, verliest deze meer vet en vocht wat de smaak sterker maakt. De kaas wordt meer brokkelig, al behoudt hij altijd iets van zijn romige karakter. 
De Bitto wordt op heel beperkte schaal geproduceerd en is hierdoor zeer zeldzaam. Het is een uitstekende tafelkaas, maar zorgt ook voor prachtige accenten in traditionele pastagerechten. 
Wijnsuggesties
- Valtellina Sfursat
- Vino Nobile di Montepulciano
- Aglianico del Vulture